# ザ・ダーツ
ザ・ダーツは、日本のグループ・サウンズ。

## 概要
1966年4月、京都府立朱雀高校に入学した土森勝則、原田和夫、橋本謙次の三名によって結成されたウエスタンバンドであったが、ザ・ベンチャーズやシャドウズに刺激され、当時中学3年生だった浅井たかしをサイドギターとして迎え入れて、同年夏にはエレキ・インストのバンドに発展していった。同年9月に入り京都のカレッジアン・クラブに所属。同年12月、同クラブの主催するコンサートで "ザ・ワイルドワンズ" と初共演を果たした。元々インスト・バンドであった彼らは、このコンサートを切っ掛けにボーカルの重要性を感じ、土森勝則がボーカルを担当するようになっていった。たまたま他のグループが演奏していた『ケメ子の歌』（作詞・作曲：馬場祥弘、採譜・編曲・補作：浜口庫之助）を取り入れ、練習を開始。
その後、毎日放送「歌え、MBS・ヤング・タウン」に出演する機会に恵まれ、『ケメ子の歌』を披露。それが大反響を呼び、急遽コロムビア・レコードからB面に「ブーケをそえて」と同時にレコーディングされ、1968年2月1日、レコードデビューを果たした。
もっとも競作で先に日本ビクターにて1月25日にザ・ジャイアンツがリリースしていた同じ「ケメ子の唄」が本命視されていたが、ザ・ジャイアンツ盤はオリコンチャート6位に対し、ザ・ダーツ盤がオリコンチャート2位という快挙を遂げ、公証120万枚、売上総数68万枚という、華々しくデビューを飾った。その後、コロンビアより、ゴールドディスク賞取得
その後、2枚のシングル「いつまでもスージー」（C.W 「君は恋の花」）・「遠い人」（C,W「黄色いあめ玉」）をリリースするも1969年夏には大学復学により解散に。
メンバー4人は京都に戻った後、全員が芸能界を引退した。2010年1月時点で浅井（浅井隆）は七条壬生（京都市下京区）で喫茶店を経営している。

## 出演映画
- 思い出の指輪(1968年、松竹)